# Marco Spada
Marco Spada (auch Marco Spada, oder: Der Räuber und sein Kind) ist eine Opéra-comique in drei Akten von Daniel-François-Esprit Auber. Das Libretto verfasste Eugène Scribe. Die Uraufführung fand am 21. Dezember 1852 in der zweiten Salle Favart der Pariser Opéra-Comique statt.

## Handlung
Die Handlung spielt in der Romagna um das Jahr 1830.

### Erster Akt
Auf dem Schlosse des Barons in der Campagna
Fürst Osorio, der Gouverneur von Rom, plant einen Ausflug an die Adria, bei dem ihn seine Nichte, die Marchesa Sampieri (Santpieri) und sein Berater, Graf Pepinelli begleiten sollen. Er fürchtet sich vor einem Überfall der Banditen unter Marco Spada. Angela, die Tochter des Baron von Torrida, gewährt ihnen Unterkunft.

### Zweiter Akt
Im Palaste des Gouverneurs zu Rom

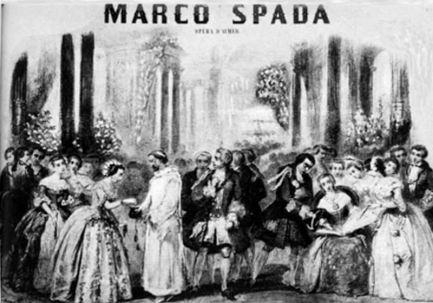
Die Ballszene im zweiten Akt. Lithographie aus der Partitur.

Graf Pepinelli gesteht seine Liebe für die Marchesa, wird aber abgewiesen. Auf einem Konzert mit Ball, auf dem Angela eine Liebeserklärung in vier Sprachen singt, macht das Gerücht die Runde, dass Marco Spada unter den Anwesenden sei. Der Franziskaner Fra Borromeo, der von den Räubern gefangen gehalten wurde, wird in den Saal geführt, um ihn in der Menge zu identifizieren. Er kann ihn aber nicht entdecken. Beim Hinausgehen fällt sein Blick auf den Baron von Torrida, Angela und ihren lange verschollenen Geliebten, den Grafen Federici, gleichzeitig Neffe des Gouverneurs. Er identifiziert Baron von Torrida als den Anführer der Räuber, teilt dies aber nur Angela und Federici mit. Angela entscheidet sich, trotz allem bei ihrem Vater zu bleiben und ihrem Geliebten zu entsagen. Dieser gibt daraufhin seine Verlobung mit der Marchesa bekannt.

### Dritter Akt
Felsgegend im Albaner Gebirge
Im Versteck der Räuber. Der Baron alias Marco Spada wurde in einem Gefecht mit den Carabinieri ernsthaft verletzt. Pepinelli und die Marchesa, beide gefangen genommen, werden mit verbundenen Augen hereingeführt. Sie werden gezwungen zu heiraten; Fra Borromeo soll die Trauung durchführen und so den Weg für die Liebe zwischen Angela und Federici zu ebnen.

## Musikalische Form
Das Werk weist die Form einer Nummernoper auf, wie sie noch bis zur Mitte des 19. Jahrhunderts üblich war. Sie besteht aus 17 Nummern, im ersten Akt sechs, im zweiten fünf und im dritten Akt wieder sechs. Zwischen den Akten sorgt jeweils ein Entracte für die musikalische Untermalung der Umbaupausen. Auber sah für sein Werk acht Gesangsstimmen vor, sechs Männer- und zwei Frauenstimmen. Charaktere der Singstimmen sind ein
- Bass, Basse chantante (basso cantate) für die Titelfigur Baron de Torrida
- Lyrischer Tenor für den Grafen Federici
- Tenorbuffo (Ténor comique) für den Grafen Pepinelli
- Bariton für den Geistlichen Fra Borromeo
- Bass für den Gouverneur
- eine dritte Bassstimme für die Rolle des Geronio
- eine Sopranstimme (Chanteuse légère, leichte Sängerin) für Angela, der Geliebten von Federici
- eine Sopranstimme im Stil der Madame Dugazon für die Figur der Marchesa[3]

## Umsetzungen als Ballett
Die Oper wurde mindestens drei Mal als Ballett choreografiert. Die erste Umsetzung wurde 1857 von Joseph Mazilier an der Pariser Oper geschaffen.
Zwei weitere Umsetzungen stammen von Pierre Lacotte; die erste wurde 1981 in der Oper in Rom aufgeführt. Die Hauptrollen besetzen Rudolf Nurejew als Baron/Räuberhauptmann und Ghislaine Thesmar als seine Tochter Angela.
Aktuell (2014) hat das Moskauer Bolschoi-Ballett das Stück in sein Repertoire aufgenommen. Die Premiere fand am 8. November 2013 auf der historischen Bühne im Bolschoi-Theater statt. Die Kostüme und das Bühnenbild wurden ebenfalls von Pierre Lacotte gestaltet. Die Hauptrollen übernahmen David Hallberg (Marco Spada), Evgenia Obraztsova (Angela), Olga Smirnova (Marchesa Sampietri), Semyon Chudin (Graf Frederici) und Igor Tsvirko (Graf Pepinelli).